# Matatlán
Matatlán es un pueblo cercano a la ciudad de Guadalajara, Jalisco, es un lugar donde sus actividades principales son la ganadería, la agricultura, la apicultura se practica la pesca en sus presas, y la siembra de maíz  y de maguey, jitomate existen muchos cultivos en los cuales hay un poco de diversa variedad; se encuentran diversos ranchos a su alrededor. Como son "El Maestranzo o El Cascajo" "Atengo" Rancho “Los Charcos”, "Maravillas" "El Chorrito" "El Cerrito" "Las Cruces" "El Carrizo" "Noxtla" "El Saucillo". Matatlan es un pequeño pueblo municipio de Zapotlanejo, Jalisco, donde hay mucha cultura y se celebran las fiestas patronales de la Virgen de Guadalupe en enero y el Santo Padre José Isabel Flores. Es un lugar rico en cultura celebrando la fiesta del elote en el mes de septiembre.

## Turismo
El pueblo se caracteriza por su gran presa al lado del cementerio, la cual posee una capacidad de hasta 350 mil litros de agua.